# Loriculus tener
El lorículo de las Bismarck (Loriculus tener) es una especie de ave psitaciforme de la familia Psittaculidae endémica del archipiélago Bismarck, perteneciente a Papua Nueva Guinea. Está amenazado por la pérdida de hábitat. Anteriormente se consideraba una subespecie del lorículo papú (Loriculus aurantiifrons).

## Descripción
El lorículo de las Bismarck mide alrededor de 10 cm de largo. Su plumaje es principalmente verde, con una mancha roja en la garganta y el obispillo y la parte superior de la cola de color amarillo verdoso. Las hembras tienen la cara ligeramente azulada. Su pico es negruzco.